# Andrew Freshwater
Andrew Freshwater (* 31. Mai 1973 in Grantown-on-Spey) ist ein ehemaliger britischer Skirennläufer.

## Karriere
Freshwater wuchs südlich von Aviemore am Loch Insh auf. Sein internationales Renndebüt gab er bei den Juniorenweltmeisterschaften 1992 in Maribor, wobei er den 53. Platz im Slalom erreichte. Zwei Jahre später, am 4. März 1994, startete in Aspen bei seinem ersten Weltcuprennen, wobei er mit Rang 60 die Punkteränge deutlich verpasste.
1997 startete Freshwater erstmals bei Alpinen Skiweltmeisterschaften. Bei den Wettkämpfen in Sestriere belegte er als bester Brite den 38. Platz in der Abfahrt. Zu Ende der Saison wurde er erstmals britischer Meister in der Abfahrt sowie britischer Vizemeister im Super-G.
Im darauffolgenden Jahr nahm er an den Olympischen Winterspielen in Nagano teil. Im Vergleich zu den Weltmeisterschaften des Vorjahres konnte sich Freshwater steigern. Nachdem er in der Abfahrt ausgeschieden war, erreichte er im Super-G Rang 33.
Sein bestes Ergebnis bei einem internationalen Großereignis erzielte er bei den Weltmeisterschaften 1999 in Vail bzw. Beaver Creek mit dem 24. Platz in der Abfahrt.
Sein letztes internationales Rennen bestritt Freshwater am 12. Januar 2000 in Saalbach-Hinterglemm, danach ist er als Rennläufer nicht mehr in Erscheinung getreten. Heute arbeitete er unter anderem als privater Ski- bzw. Segellehrer.

## Erfolge

### Olympische Winterspiele
- Nagano 1998: 33. Super-G, DNF Abfahrt

### Weltmeisterschaften
- Sestriere 1997: 38. Super-G
- Vail/Beaver Creek 1999: 24. Abfahrt, 36. Super-G

### Juniorenweltmeisterschaften
- Maribor 1992: 53. Slalom

### Europacup
- 2 Platzierungen unter den besten 15

### Nor-Am Cup
- Eine Platzierung unter den besten 10

### Weitere Erfolge
- Ein Podestplatz bei einem FIS-Rennen
- Britischer Meister in der Abfahrt (1997, 1998)
- Britischer Vizemeister in der Abfahrt (1996)
- Britischer Vizemeister im Super-G (1996, 1997)